# John Anderson (atleta)
John Anderson   (Cincinnati, 4 de juliol de 1907 - 11 de juliol de 1948) va ser un atleta estatunidenc, especialista en el llançament de disc, que va competir durant la dècada de 1930.
Estudià a la Cornell University, on es graduà el 1929. Va prendre part en dues edicions dels Jocs Olímpics: el 1928, a Amsterdam, on fou cinquè en la prova del llançament de disc, i el 1932, on guanyà la medalla d'or en la mateixa prova amb un nou rècord olímpic. El 1933 guanyà el campionat de l'AAU. Anderson també destacà en el llançament de pes i el 1929 guanyà el campionat indoor de l'IC4A.
Durant la Segona Guerra Mundial va lluitar al Pacífic. Morí jove, amb tan sols 41 anys, d'un vessament cerebral, a Alaska.

## Millors marques
- Llançament de pes. 15,01 metres (1933)
- Llançament de disc. 50.62 metres (1936)[1][3]